# 끼아인
끼아인 시사(베트남어: Thị xã Kỳ Anh / 市社奇英)는 베트남 하띤성의 티싸(시사)이다.

## 행정 구역
끼아인 시사에는 6개 방(坊)과 5개 사(社)가 있다.

### 방
- 흥찌 (Hưng Trí / 興智)
- 끼리엔 (Kỳ Liên / 奇連)
- 끼롱 (Kỳ Long / 奇隆)
- 끼프엉 (Kỳ Phương / 奇芳)
- 끼틴 (Kỳ Thịnh / 奇盛)
- 끼찐 (Kỳ Trinh / 奇貞)

### 사
- 끼하 (Kỳ Hà / 奇河)
- 끼호아 (Kỳ Hoa / 奇華)
- 끼로이 (Kỳ Lợi / 奇利)
- 끼남 (Kỳ Nam / 奇南)
- 끼닌 (Kỳ Ninh / 奇寧)